# Prima Lega (tennistavolo maschile)
La Prima Lega è la quarta divisione su 9 del campionato svizzero maschile di tennistavolo.

## Storia

### Denominazioni
- dal ????: Prima Lega